# 廣海軍工廠
廣海軍工廠是一個軍工廠，主要為大日本帝國海軍製造飛機。後來，飛機部門成為獨立的第11海軍航空工廠，並在太平洋戰爭結束時併入第11航空工廠。

## 歷史
1921年1月15日，廣海軍工廠的前身吳海軍工廠廣島分社在廣島縣賀茂郡廣村市（現為吳市）成立。其設立的目的是應對第一次世界大戰後日本空中力量的增長。最初的幾個部門包含飛機部門、機械部門、機構研究部門和會計部門。
1923年4月1日，廣海軍工廠從吳海軍工廠獨立，並成立了總務部、會計部、醫療部、機械部和當時在其他海軍工廠中沒有的飛機部和機構研究部。1932年，廣海軍工廠在橫須賀海軍區建立了海軍飛機工廠，並合併了海軍的飛機研究和實驗部門。1935年4月5日，機構研究部門被廢除。1939年8月1日新成立負責材料試驗的發動機實驗部和機床實驗部。1942年4月1日，成立了鑄造實驗部。
1941年10月1日，飛機部獨立為第11海軍航空工廠。在太平洋戰爭期間，生產繼續增長。由於戰爭局勢的惡化，日本政府曾考慮過撤離工廠，但由於1945年5月5日美軍飛機的空襲和區域轟炸，工廠遭到破壞。當年6月26日廣海軍工廠被廢除，被併入第11航空工廠。
自1951年以來，廣海軍工廠大部分站點一直是東洋紙漿有限公司（現為王子製紙）的造紙廠，現在是王子製紙吳紙廠。

## 年鑑
- 1921年1月15日，吳市海軍兵工廠廣島分社開業
- 1923年4月1日，成立廣島海軍兵工廠
- 1935年4月5日，機構研究部廢除
- 1939年8月1日成立發動機實驗部和機床實驗部
- 1941年10月1日，飛機部門獨立，第11海軍航空工廠成立
- 1942年4月1日，成立鑄造實驗部
- 1945年5月5日，空襲造成災難性破壞
  - 6月26日，被合并至第11航空工廠

## 歷代廠長
※基於『日本海軍史』第9卷和第10卷的「将官履歴」。
- 宮崎虎吉 機關少將：1923年8月13日 - 1925年4月1日
- 河合俊太郎 少將：1925年4月1日 - 1926年12月1日
- 小倉嘉明 少將：1926年12月1日 - 1927年3月25日
- 上田良武 少將：1927年3月25日 - 12月1日
- 黑田琢磨 少將：1927年12月1日 - 1929年11月30日
- 伊藤孝次 中將：1929年11月30日 - 1930年12月1日
- 臼井国 少將：1930年12月1日 - 1931年12月1日
- 小野徳三郎 少將：1931年12月1日 - 1932年11月15日
- 豊田貞次郎 少將：1932年11月15日 - 1934年5月10日
- 山下兼満 少將：1934年5月10日 - 1935年11月15日
- 廣瀬正經 中將：1939年11月15日 - 1940年10月1日
- 渋谷隆太郎 少將：1940年10月1日 - 1941年11月20日

## 原型機
- 陸上攻撃機
  - 九五式陸上攻擊機
- 飛行艇
  - 一五式飛行艇
  - 八九式飛行艇
  - 九〇式一号飛行艇
  - 九一式飛行艇
  - 十四試中型飛行艇（計劃中止）